# Vrouwenwapen
Het vrouwenwapen is een type wapen dat door vrouwen van adel en de gegoede burgerij werd aangenomen. De wapens van vrouwen waren tussen de middeleeuwen en de 18e eeuw doorgaans ruit- of ovaalvormig. Het wapen werd meestal van haar vader of man overgenomen. Ook kon het zijn dat zij deze wapens combineerde en zo haar eigen wapen creëerde.

## Geschiedenis

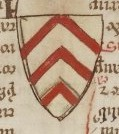
Wapen Gilbert de Clare (1180-1230)

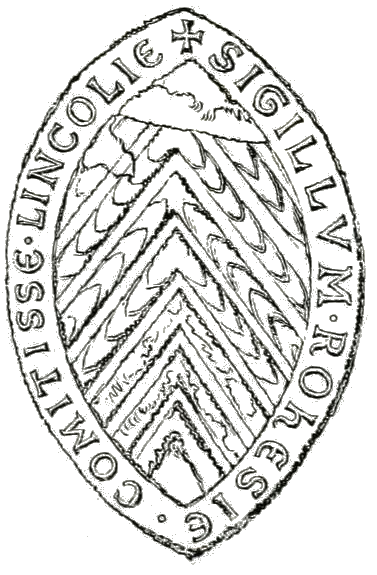
Wapen van Rohaise de Clare.

Een van de oudst bekende wapens van een vrouw is dat van Rohaise de Clare (†1156). Zij voerde haar wapen met zeven kepers, niet op een strijdschild, maar in een spitsovaal zegel. Haar broer Gilbert de Clare graaf van Pembroke voerde zes kepers en hun achterneef Gilbert de Clare graaf van Hertford voerde er drie. Zij leefden in de eerste helft van de 12e eeuw, toen het voeren van een wapen nog niet erfelijk was en de wapens dus per persoon konden verschillen. Duidelijk is dat de kepers het familiesymbool van deze Engelse familie zijn. Rohaise voerde het wapen van haar familie, niet dat van haar echtgenoot Gilbert de Gant, graaf van Lincoln.
In het graafschap Holland gebruikte Richardis van Holland een ovaal zegel. Op haar zegel uit 1258 staat zijzelf afgebeeld met heraldisch rechts van haar een adelaar en heraldisch links een staande leeuw, vrij in het veld. In 1291 zegelde Beatrijs, gravin van Holland met haar portret en een leeuw nog vrij in het veld, zonder schild.

#### Schildwapens
Aan het einde van de dertiende eeuw gingen de vrouwen hun zegels voorzien van schilden. Begin veertiende eeuw gingen zij ook wapens voeren. Een van de eersten was Isabella van Frankrijk, koningin van Engeland. Isabella voerde vanaf 1308 na haar huwelijk met de koning van Engeland een gevierendeeld ovaal vrouwenwapen. In het eerste en vierde kwartier het wapen van haar vader en in het tweede en derde kwartier het wapen van haar echtgenoot. Nadat ze haar gemaal had laten ombrengen paste ze vanaf 1327 haar wapen aan. De bovenste helft, het eerste en tweede kwartier bleven respectievelijk het wapen van haar vader, de Franse lelies, en het wapen van haar overleden echtgenoot. Het derde kwartier werd ingevuld met het wapen van Navarre, dat ze van haar moeders afstamming had. Het vierde kwartier vertegenwoordigde het wapen van Champagne
Nog tijdens de middeleeuwen gingen ook de heren wapens voeren gelijk aan die van de vrouwen. In Nederland veranderde dit tijdens de 16e eeuw, toen werd de ruitvorm voor vrouwen weer gemeengoed. Vanaf de 17e eeuw komt ook het ovale schild voor. In de 18e eeuw kwamen de vormen voor Nederland vrijwel vast te liggen: ruitvormige schilden voor ongehuwde vrouwen en ovale schilden voor gehuwde vrouwen en weduwen.
Schilden van vrouwen werden ook wel omgeven door rozen, plantranken, liefdesknopen en andere vrouwelijke symbolen. De liefdesknopen werden alleen bij getrouwde vrouwen gebruikt. Een liefdesknoop bestaat uit een geknoopt touw met aan de uiteinden kwasten.

#### Varianten van samenstelling
Voordat een vrouw trouwde voerde zij hetzelfde wapen als haar vader. Nadat een vrouw getrouwd was kon zij kiezen uit meerdere mogelijkheden:
1. ze kon het wapen van haar man met het wapen van haar vader combineren, in een gedeeld schild van ovale of geruite vorm, of in de vorm van een alliantiewapen; waarbij het wapen van de partner die de voorrang had, in een huwelijk de man, heraldisch rechts geplaatst werd;
2. ze kon haar vaders wapen blijven voeren; vanaf de late Middeleeuwen ook van zowel vader als moeder;
3. ze kon het wapen van haar echtgenoot gebruiken, bijvoorbeeld wanneer zij geen eigen familiewapen had;
4. ze kon een persoonlijk wapen aannemen door haar familiewapen te breken door vermindering of vermeerdering.[4]

Deze schildvormen zijn tot op heden in gebruik, net als het wijzigen van de schildvorm. Echter het wijzigen van de schildvorm wordt niet altijd gedaan.
Elementen die niet of nauwelijks op vrouwenwapens voorkomen zijn onder andere de traliehelm, een wrong en het helmteken. Doorgaans zijn die voorbehouden aan de wapens van mannen. Het hier getoonde wapen van Anna Margriet van Haeften, is een uitzondering op de regel.

## Voorbeelden

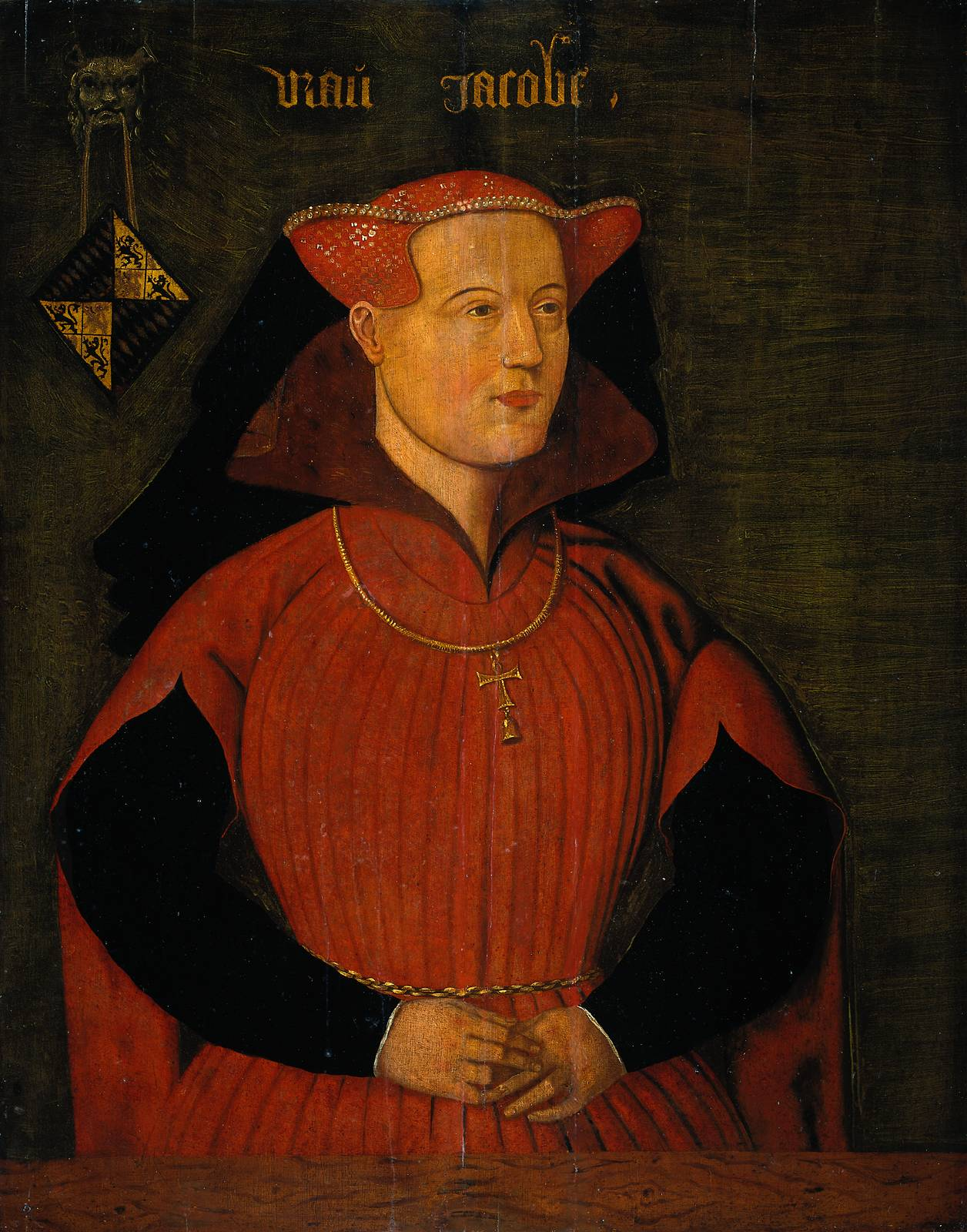
Jacoba van Beieren (1401-1436), met linksboven haar ruitvormige wapen (rond 1435)
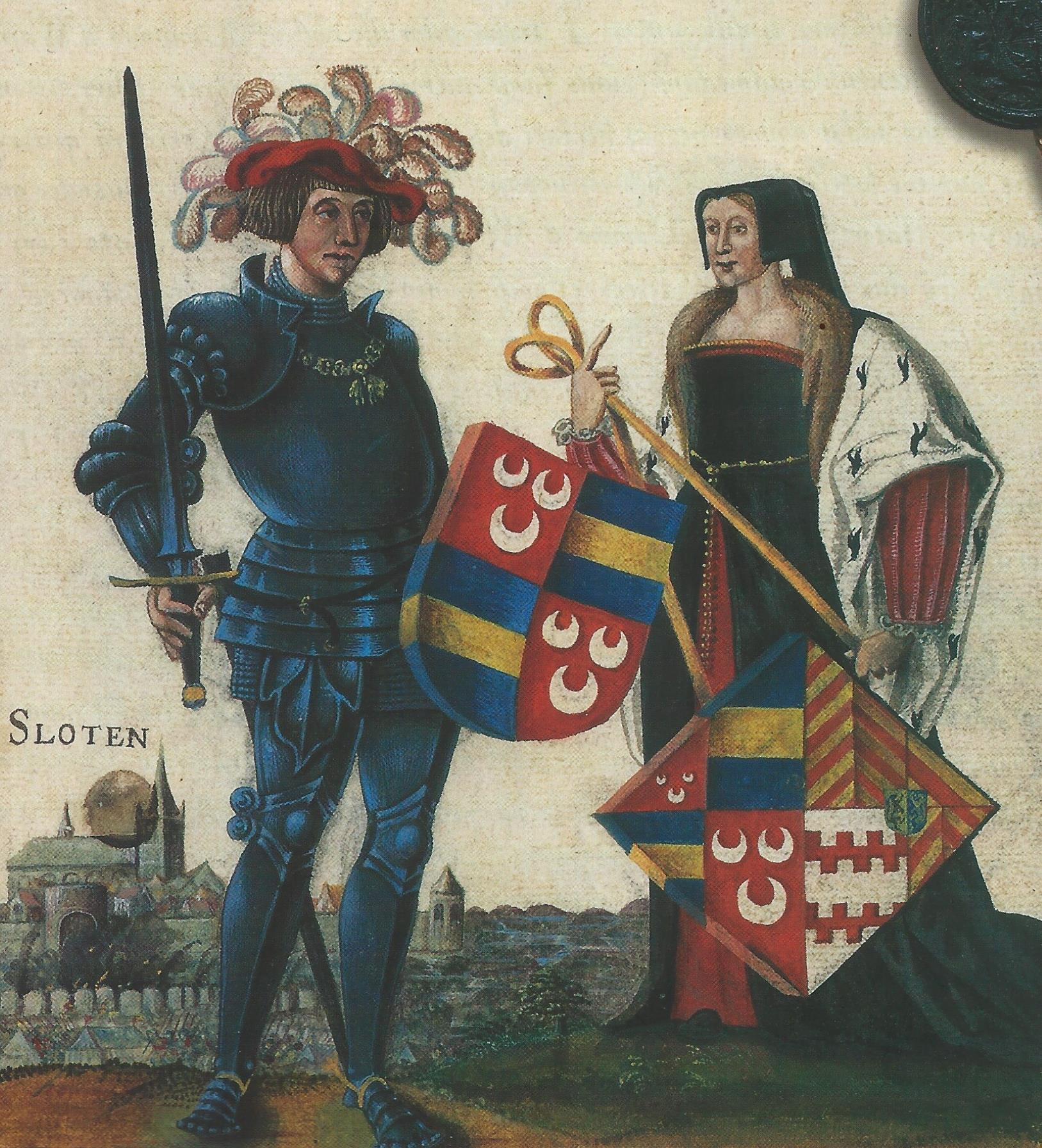
Jan van Wassenaar (1483-1523) en Josina van Egmond (1485-1538)
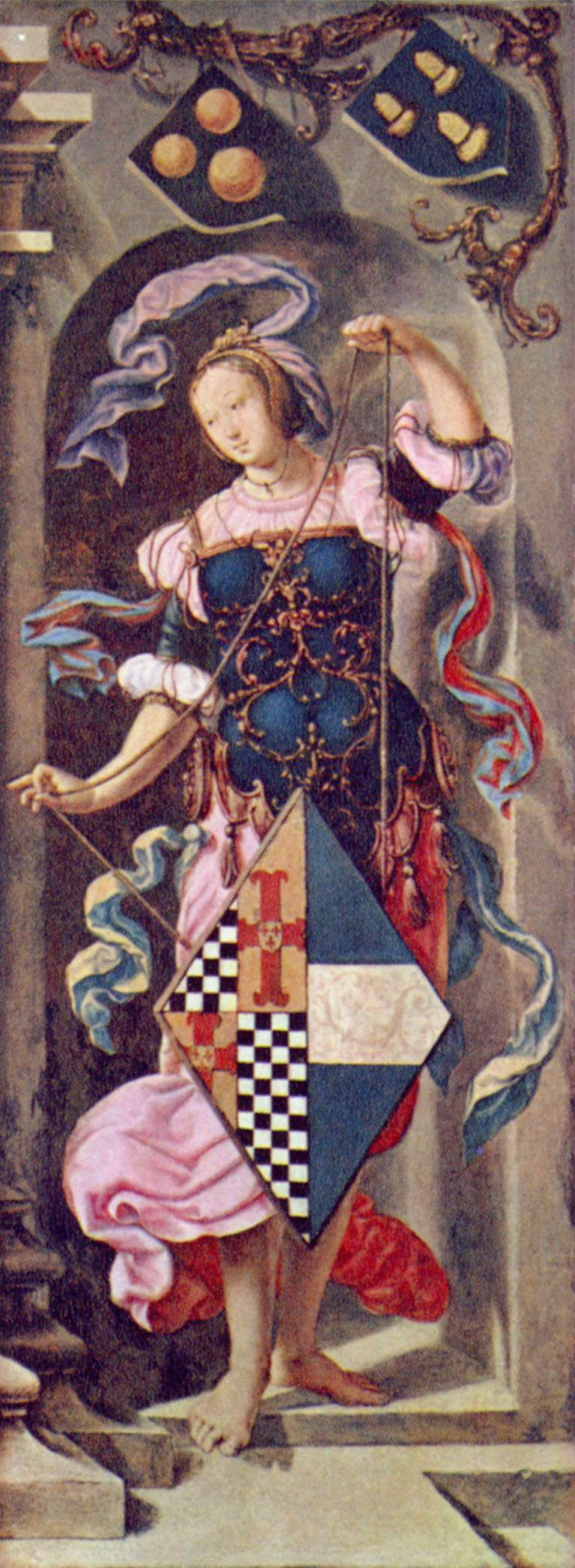
Dirckgen Dirck Boelensdr., echtgenote van regent Jacob van Montfoort Florisz (Lucas van Leyden, 1531)
Wapenschild van Anna de Cocq van Delwijnen (1620). Heeft gelijkenis met Anna Margriet Van Haeften (I) maar anders gebroken
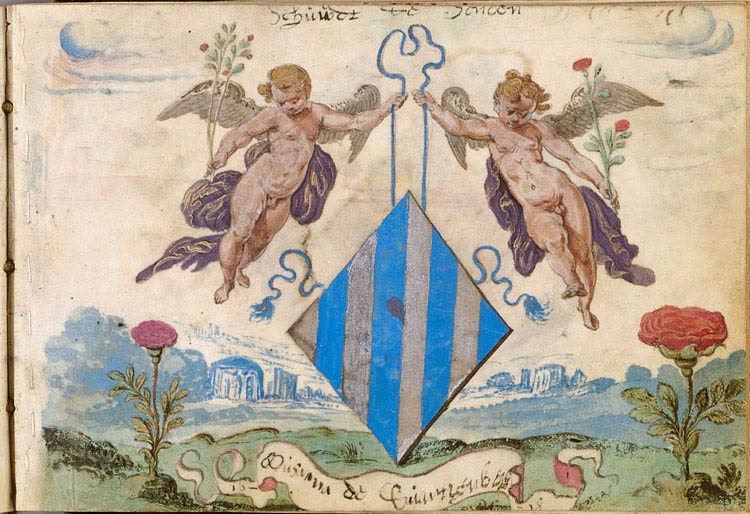
Ruitvormig wapen van Susanna thoe Schwartzenberg (Album amicorum van Juliana de Roussel)
Wichers 1938
Sickinghe 1902
Röell 1886
Ploos van Amstel 1865
Van der Muelen 1813